# Fünf Millionen suchen einen Erben
Fünf Millionen suchen einen Erben ist eine deutsche Filmkomödie mit Heinz Rühmann, die am 1. April 1938 in Berlin im Ufa-Palast am Zoo uraufgeführt wurde. Sie basiert auf dem gleichnamigen Roman von Harald Baumgarten (geb. 1890) aus dem Jahr 1932.

## Handlung
Der reiche amerikanische Onkel von Staubsaugervertreter Peter Pett hat in seinem Testament verfügt, dass Peter die ihm hinterlassenen fünf Millionen Dollar nur erben darf, wenn er glücklich verheiratet ist. Ansonsten sollen die fünf Millionen an Peters schottischen Vetter Patrick fallen.
Beauftragt vom Testamentsvollstrecker kommt Mister Blubberbloom nach Europa, um festzustellen, ob Peter mit seiner Frau Hix auch glücklich ist. Der hinterlistige Blubberboom aber bringt Peter ohne seine Frau nach New York und will dort bei der Vorstellung die schöne Mabel als seine Frau erscheinen lassen.
Doch auch Patrick, der seinem Vetter zum Verwechseln ähnlich sieht, will das Geld. Er erscheint bei Hix und reist mit ihr zusammen ebenfalls nach New York. Im Atlantik-Hotel treffen alle aufeinander, ohne sich zunächst zu begegnen. Es kommt zu verwirrenden Szenen, und auch als Zuschauer erkennt man nur mit Mühe, welchen der beiden Petts man gerade vor sich hat. Schließlich gibt sich Blubberbloom als Gangster zu erkennen und versteckt Hix, um ein Zusammentreffen mit ihrem Ehemann zu verhindern. Doch am Ende treffen Hix und Peter endlich aufeinander, umarmen sich, und dieses offenkundige Glücklichsein entscheidet nebenbei auch über die Millionen. Aber auch Patrick geht nicht leer aus: Er hat das Herz Mabels gewonnen.

## Weiteres
Der herausragende Teil des Films ist der Schlager Ich brech’ die Herzen der stolzesten Frau’n nach dem Text von Bruno Balz und der Musik von Lothar Brühne. Der Refrain lautet:
„Ich brech’ die Herzen der stolzesten Frau’n, weil ich so stürmisch und so leidenschaftlich bin,“
„Mir braucht nur eine ins Auge zu schau’n, und schon ist sie hin.“
Rühmann erweist sich bei der Interpretation als begnadeter Komiker. Das Imponiergehabe des Textes wird durch die kleinwüchsige Figur und die scheinbar linkischen Bewegungen Rühmanns bei dessen Bühnendarbietung konterkariert. Ein Mann pfeift dazwischen, und ausgerechnet die angesprochenen Frauen unterhalten sich während der Gesangseinlage über andere Dinge.

## Kritiken
- „Groteske Komik und eine dankbare Doppelrolle für den jungen Heinz Rühmann“ – Lexikon des internationalen Films[1]

- „Angestrengter Unterhaltungsfilm aus der NS-Zeit, mit konventioneller Dramaturgie, stereotypen Mißverständnissen und einem Amerika-Bild für rassistische Durchschnittsdeutsche, die im Farbigen den typischen Domestiken sehen. Rühmann fühlt sich in einer Doppelrolle wohl, singt und pfeift ‚Ich brech’ die Herzen der stolzesten Frau’n‘ und turnt an einer Wolkenkratzerfassade.“ (Wertung: 2 Sterne = durchschnittlich) – Adolf Heinzlmeier und Berndt Schulz in Lexikon Filme im Fernsehen (Erweiterte Neuausgabe). Rasch und Röhring, Hamburg 1990, ISBN 3-89136-392-3, S. 266